# Mid and South Pembrokeshire
Canol a De Sir Benfro
Canol a De Sir Benfro
Mid and South Pembrokeshire, également connu sous le nom alternatif de Canol a De Sir Benfro, est une division électorale britannique envoyant un représentant à la Chambre des communes à partir des élections générales  de 2024.
C'est une circonscription de comté érigée à la suite d’un décret de 2023 permettant le morcellement du pays de Galles en 32 sièges.

## Histoire
Dans le cadre de la révision des circonscriptions parlementaires de 2023, le rapport final de la commission des limites pour le pays de Galles préconise la création de Mid and South Pembrokeshire (également désigné sous le nom alternatif de Canol a De Sir Benfro) à partir de quarante-huit sections électorales comprises dans deux circonscriptions existantes : vingt-trois relevant de celle de Carmarthen West and South Pembrokeshire et vingt-cinq de Preseli Pembrokeshire.
Mid and South Pembrokeshire est érigé comme circonscription de comté par le Parliamentary Constituencies Order 2023 à partir d’une portion de territoire d’une zone principale, le comté de Pembrokeshire (portion de quarante-huit sections électorales).

## Description

### Toponymie
La circonscription tire son nom du Pembrokeshire, dont elle constitue la partie centrale et méridionale. Elle dispose d’un nom alternatif, Canol a De Sir Benfro.

### Données démographiques
Selon le rapport final sur la révision périodique des circonscriptions parlementaires de la commission des limites pour le pays de Galles, la circonscription détient 76 820 électeurs (données 2020) sur une superficie estimée de 985 km2.
D’après le dernier recensement de la population en vigueur (2021) publié par l’Office for National Statistics en 2022, la circonscription admet une population résidentielle totale (all usual residents en anglais) de 101 014 habitants. Mid and South Pembrokeshire comprend plusieurs zones urbanisées (built-up areas en anglais) de plus de 10 000 habitants, classées comme « petites agglomérations » : Milford Haven (14 250) et Haverfordwest (12 085),.

## Représentation
| Législature | Période | Période | Membre | Groupe | Fonction |
| ----------- | --- | --- | --- | --- | --- |
| LIXe        | Cycle parlementaire devant être ouvert au plus tard à partir du 28 janvier 2025, date limite de la tenue des prochaines élections générales des Communes | Cycle parlementaire devant être ouvert au plus tard à partir du 28 janvier 2025, date limite de la tenue des prochaines élections générales des Communes | Cycle parlementaire devant être ouvert au plus tard à partir du 28 janvier 2025, date limite de la tenue des prochaines élections générales des Communes | Cycle parlementaire devant être ouvert au plus tard à partir du 28 janvier 2025, date limite de la tenue des prochaines élections générales des Communes | Cycle parlementaire devant être ouvert au plus tard à partir du 28 janvier 2025, date limite de la tenue des prochaines élections générales des Communes |

## Résultats électoraux
| Candidat                   | Candidat            | Étiquette           | Parti               | Vote | Vote | Vote |  |
| Candidat                   | Candidat            | Étiquette           | Parti               | Voix | %    | ±    |  |
| -------------------------- | ------------------- | ------------------- | ------------------- | ---- | ---- | ---- |  |
|                            |                     | CON                 | Parti conservateur  |      |      | ND   |  |
|                            |                     | PC                  | Plaid Cymru         |      |      | ND   |  |
|                            |                     | LAB                 | Parti travailliste  |      |      | ND   |  |
|                            |                     | LIB DEM             | Démocrates libéraux |      |      | ND   |  |
|                            |                     |                     |                     |      |      |      |  |
| Majorité                   | Majorité            | Majorité            | Majorité            |      |      | ND   |  |
| Transfert de Butler        | Transfert de Butler | Transfert de Butler | Transfert de Butler |      |      | ND   |  |
|                            |                     |                     |                     |      |      |      |  |
| Corps électoral            |                     |                     |                     |      |      |      |  |
| Abstention, blancs et nuls |                     |                     |                     |      |      |      |  |
| Exprimés                   | Exprimés            | Exprimés            | Exprimés            |      |      | ND   |  |